# Velluire
Velluire ist eine ehemalige französische Gemeinde und heutige Commune déléguée im Département Vendée in der Region Pays de la Loire; sie ist Teil des Arrondissements Fontenay-le-Comte und des Kantons Fontenay-le-Comte. Sie wurde mit Wirkung vom 1. Januar 2019 mit Le Poiré-sur-Velluire zur Commune nouvelle Les Velluire-sur-Vendée fusioniert. Die Einwohner werden Velluirois genannt.

## Geografie
Velluire liegt etwa 30 Kilometer westnordwestlich von Niort und etwa 50 Kilometer südöstlich von La Roche-sur-Yon am Vendée, der die Commune déléguée im Westen begrenzt. Umgeben wird Velluire von den Ortschaften Le Poiré-sur-Velluire im Norden und Westen, Chaix im Nordosten, Montreuil im Osten, Vix im Südosten, Le Gué-de-Velluire im Süden und Südwesten sowie La Taillée im Westen und Südwesten.

## Bevölkerungsentwicklung
| Jahr                      | 1962 | 1968 | 1975 | 1982 | 1990 | 1999 | 2006 | 2013 |
| Einwohner                 | 504  | 420  | 400  | 492  | 514  | 508  | 508  | 623  |
| Quelle: Cassini und INSEE |      |      |      |      |      |      |      |      |

## Sehenswürdigkeiten

Kirche Saint-Jean-l'Évangeliste

- Kirche Saint-Jean-l'Évangeliste